# Trochosa terricola
Trochosa terricola là một loài nhện trong họ Lycosidae. Loài này được phát hiện ở miền Toàn bắc.